# Ruissellement hypodermique
Pour un article plus général, voir Ruissellement.
 (juillet 2017).
Si vous disposez d'ouvrages ou d'articles de référence ou si vous connaissez des sites web de qualité traitant du thème abordé ici, merci de compléter l'article en donnant les références utiles à sa vérifiabilité et en les liant à la section « Notes et références ».
En hydrologie, un ruissellement hypodermique, ou écoulement hypodermique ou écoulement de subsurface, désignent l'ensemble des écoulements situés dans les horizons de surface partiellement ou totalement saturés en eau, c'est-à-dire sous la surface du sol mais au-dessus des nappes phréatiques permanentes.

## Description
Un ruissellement hypodermique a une capacité de vidange plus lente que l'écoulement superficiel mais plus rapide que celui des nappes profondes.